# Alluaudomyia depuncta
Alluaudomyia depuncta är en tvåvingeart som beskrevs av Remm 1980. Alluaudomyia depuncta ingår i släktet Alluaudomyia och familjen svidknott.
Artens utbredningsområde är Tadzjikistan. Inga underarter finns listade i Catalogue of Life.